# Llorente de Flores
Llorente es un distrito del cantón de Flores, en la provincia de Heredia, de Costa Rica.

## Geografía
Llorente cuenta con un área de 1,86 km² y una altitud media de 1025 m s. n. m.

## Demografía
Para el año 2022, Llorente cuenta con una población estimada de 8839 habitantes, y para el último censo efectuado, en 2011, Llorente contaba con una población de 8773 habitantes.

## Localidades
- Barrios: Ángeles, Año 2000, Cristo Rey (parte), Geranios, Las Hadas, Santa Elena, Siglo Veintiuno.
- Poblados: Echeverría (parte).

## Transporte

### Carreteras
Al distrito lo atraviesan las siguientes rutas nacionales de carretera:
- Ruta nacional 3
- Ruta nacional 123
- Ruta nacional 129